# Copa Libertadores 1970

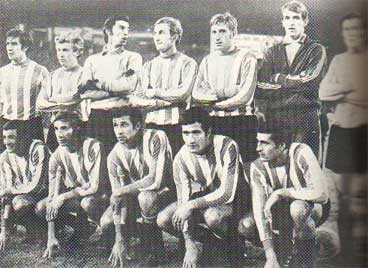
Das siegreiche Team von Estudiantes de La Plata

Die Copa Libertadores 1970 war die elfte Auflage des wichtigsten südamerikanischen Fußballwettbewerbs für Vereinsmannschaften. 17 Mannschaften nahmen teil. Es nahmen jeweils die Landesmeister der CONMEBOL-Länder und die Zweiten teil, beziehungsweise die Gewinner und Finalisten des Pokalwettbewerbs in Bolivien, da dort noch keine nationalen Meisterschaften ausgetragen wurden. Brasilien nahm nicht teil. Das Teilnehmerfeld komplettierte Titelverteidiger Estudiantes de La Plata. Das Turnier begann am 11. Februar und endete am 27. Mai 1970 mit dem Final-Rückspiel. Der argentinische Vertreter Estudiantes de La Plata gewann das Finale gegen Peñarol Montevideo und konnte damit seinen Titel aus dem Vorjahr verteidigen.

## 1. Gruppenphase

### Gruppe 1
| Pl. | Verein                  | Sp. | S | U | N | Tore    | Diff. | Punkte |
| --- | ----------------------- | --- | - | - | - | ------- | ----- | ------ |
| 1.  | Boca Juniors            | 6   | 5 | 1 | 0 | 014:400 | +10   | 11     |
| 2.  | River Plate             | 6   | 3 | 1 | 2 | 015:600 | +9    | 07     |
| 3.  | Club Bolívar            | 6   | 1 | 2 | 3 | 007:900 | −2    | 04     |
| 4.  | Universitario de La Paz | 6   | 0 | 2 | 4 | 002:190 | −17   | 02     |

|                         |   |              | Hinspiel | Rückspiel |
| ----------------------- | - | ------------ | -------- | --------- |
| Universitario de La Paz | - | Club Bolívar | 2:2      | 0:2       |
| River Plate             | - | Boca Juniors | 1:3      | 1:2       |
| Club Bolívar            | - | Boca Juniors | 2:3      | 0:2       |
| Universitario de La Paz | - | Boca Juniors | 0:0      | 0:4       |
| Club Bolívar            | - | River Plate  | 1:1      | 0:1       |
| Universitario de La Paz | - | River Plate  | 0:2      | 0:9       |

### Gruppe 2
| Pl. | Verein              | Sp. | S | U | N | Tore    | Diff. | Punkte |
| --- | ------------------- | --- | - | - | - | ------- | ----- | ------ |
| 1.  | Nacional Montevideo | 6   | 4 | 2 | 0 | 013:300 | +10   | 10     |
| 2.  | Peñarol Montevideo  | 6   | 3 | 3 | 0 | 017:400 | +13   | 09     |
| 3.  | Carabobo FC         | 6   | 2 | 1 | 3 | 009:180 | −9    | 05     |
| 4.  | Deportivo Galicia   | 6   | 0 | 0 | 6 | 002:160 | −14   | 0      |

|                     |   |                     | Hinspiel | Rückspiel |
| ------------------- | - | ------------------- | -------- | --------- |
| Deportivo Galicia   | - | Carabobo FC         | 0:2      | 1:3       |
| Nacional Montevideo | - | Peñarol Montevideo  | 1:1      | 0:0       |
| Deportivo Galicia   | - | Nacional Montevideo | 0:4      | 0:2       |
| Carabobo FC         | - | Peñarol Montevideo  | 0:0      | 2:11      |
| Carabobo FC         | - | Nacional Montevideo | 2:5      | 0:1       |
| Deportivo Galicia   | - | Peñarol Montevideo  | 0:1      | 1:4       |

### Gruppe 3
| Pl. | Verein                  | Sp. | S | U | N | Tore    | Diff. | Punkte |
| --- | ----------------------- | --- | - | - | - | ------- | ----- | ------ |
| 1.  | Club Guaraní            | 10  | 5 | 5 | 0 | 012:400 | +8    | 15     |
| 2.  | CF Universidad de Chile | 10  | 5 | 3 | 2 | 019:110 | +8    | 13     |
| 3.  | Club Olimpia            | 10  | 4 | 4 | 2 | 019:110 | +8    | 12     |
| 4.  | Deportivo Cali          | 10  | 5 | 2 | 3 | 018:160 | +2    | 12     |
| 5.  | América de Cali         | 10  | 1 | 3 | 6 | 012:220 | −10   | 05     |
| 6.  | Rangers de Talca        | 10  | 1 | 1 | 8 | 011:270 | −16   | 03     |

|                         |   |                         | Hinspiel | Rückspiel |
| ----------------------- | - | ----------------------- | -------- | --------- |
| Club Guaraní            | - | Club Olimpia            | 1:0      | 0:0       |
| Club Guaraní            | - | Rangers de Talca        | 2:0      | 1:0       |
| Deportivo Cali          | - | CF Universidad de Chile | 2:0      | 1:3       |
| Club Olimpia            | - | Rangers de Talca        | 5:1      | 4:4       |
| América de Cali         | - | CF Universidad de Chile | 2:2      | 1:2       |
| Club Olimpia            | - | CF Universidad de Chile | 1:1      | 1:2       |
| América de Cali         | - | Rangers de Talca        | 1:0      | 0:2       |
| Club Guaraní            | - | CF Universidad de Chile | 1:0      | 0:0       |
| Deportivo Cali          | - | Rangers de Talca        | 3:2      | 2:0       |
| CF Universidad de Chile | - | Rangers de Talca        | 2:1      | 7:1       |
| Deportivo Cali          | - | América de Cali         | 4:2      | 4:2       |
| América de Cali         | - | Club Guaraní            | 2:2      | 1:4       |
| Deportivo Cali          | - | Club Olimpia            | 0:1      | 1:5       |
| Deportivo Cali          | - | Club Guaraní            | 0:0      | 1:1       |
| América de Cali         | - | Club Olimpia            | 1:1      | 0:1       |

### Gruppe 4
| Pl. | Verein                    | Sp. | S | U | N | Tore    | Diff. | Punkte |
| --- | ------------------------- | --- | - | - | - | ------- | ----- | ------ |
| 1.  | Universitario de Deportes | 6   | 4 | 1 | 1 | 011:400 | +7    | 09     |
| 2.  | LDU Quito                 | 6   | 3 | 1 | 2 | 010:600 | +4    | 07     |
| 3.  | Defensor Arica            | 6   | 1 | 3 | 2 | 005:600 | −1    | 05     |
| 4.  | América de Quito          | 6   | 1 | 1 | 4 | 004:140 | −10   | 03     |

|                           |   |                           | Hinspiel | Rückspiel |
| ------------------------- | - | ------------------------- | -------- | --------- |
| América de Quito          | - | Defensor Arica            | 1:1      | 1:0       |
| Liga de Quito             | - | Universitario de Deportes | 2:0      | 0:2       |
| Liga de Quito             | - | Defensor Arica            | 1:2      | 0:0       |
| América de Quito          | - | Universitario de Deportes | 0:3      | 0:3       |
| Universitario de Deportes | - | Defensor Arica            | 2:1      | 1:1       |
| Liga de Quito             | - | América de Quito          | 4:1      | 3:1       |

## 2. Gruppenphase

### Gruppe 1
| Pl. | Verein                    | Sp. | S | U | N | Tore    | Diff. | Punkte |
| --- | ------------------------- | --- | - | - | - | ------- | ----- | ------ |
| 1.  | River Plate               | 4   | 3 | 1 | 0 | 009:500 | +4    | 07     |
| 2.  | Boca Juniors              | 4   | 2 | 1 | 1 | 003:200 | +1    | 05     |
| 3.  | Universitario de Deportes | 4   | 0 | 0 | 4 | 004:900 | −5    | 0      |

|                           |   |              | Hinspiel | Rückspiel |
| ------------------------- | - | ------------ | -------- | --------- |
| Universitario de Deportes | - | Boca Juniors | 0:1      | 0:1       |
| Universitario de Deportes | - | River Plate  | 1:2      | 3:5       |
| River Plate               | - | Boca Juniors | 1:0      | 1:1       |

### Gruppe 2
| Pl. | Verein             | Sp. | S | U | N | Tore    | Diff. | Punkte |
| --- | ------------------ | --- | - | - | - | ------- | ----- | ------ |
| 1.  | Peñarol Montevideo | 4   | 3 | 0 | 1 | 007:500 | +2    | 06     |
| 2.  | Club Guaraní       | 4   | 1 | 1 | 2 | 003:300 | ±0    | 03     |
| 3.  | LDU Quito          | 4   | 1 | 1 | 2 | 003:500 | −2    | 03     |

|               |   |                    | Hinspiel | Rückspiel |
| ------------- | - | ------------------ | -------- | --------- |
| Liga de Quito | - | Peñarol Montevideo | 0:3      | 1:2       |
| Club Guaraní  | - | Peñarol Montevideo | 2:0      | 0:1       |
| Liga de Quito | - | Club Guaraní       | 1:0      | 1:1       |

### Gruppe 3
| Pl. | Verein                  | Sp. | S | U | N | Tore    | Diff. | Punkte |
| --- | ----------------------- | --- | - | - | - | ------- | ----- | ------ |
| 1.  | CF Universidad de Chile | 2   | 1 | 0 | 1 | 003:200 | +1    | 02     |
| 2.  | Nacional Montevideo     | 2   | 1 | 0 | 1 | 002:300 | −1    | 02     |

|                         |   |                     | Hinspiel | Rückspiel |
| ----------------------- | - | ------------------- | -------- | --------- |
| CF Universidad de Chile | - | Nacional Montevideo | 3:0      | 0:2       |

#### Entscheidungsspiel um den Gruppensieg
|                      | Ergebnis  |                     |
| -------------------- | --------- | ------------------- |
| Universidad de Chile | 2:1 n. V. | Nacional Montevideo |

## Halbfinale
|                         | Gesamt  |                         | Hinspiel | Rückspiel |
| ----------------------- | ------- | ----------------------- | -------- | --------- |
| CF Universidad de Chile | 1 1:2 1 | Peñarol Montevideo      | 1:0      | 0:2       |
| River Plate             | 1:4     | Estudiantes de La Plata | 0:1      | 1:3       |

### Entscheidungsspiel
|                    | Ergebnis |                         |
| ------------------ | -------- | ----------------------- |
| Peñarol Montevideo | 2 2:2 2  | CF Universidad de Chile |

## Finale

### Hinspiel
| Estudiantes de La Plata                                            | Estudiantes de La Plata | Peñarol Montevideo | Peñarol Montevideo |
| ------------------------------------------------------------------ | --- | --- | ------------------ |
| Estudiantes de La Plata                                            | \| 21. Mai 1970 in La Plata, Argentinien (Estadio Jorge Luis Hirschi) \| \| Ergebnis: 1:0 (0:0) \| \| Zuschauer: 40.000 \| \| Schiedsrichter: Carlos Robles ( Chile) \|                                                                 | \| 21. Mai 1970 in La Plata, Argentinien (Estadio Jorge Luis Hirschi) \| \| Ergebnis: 1:0 (0:0) \| \| Zuschauer: 40.000 \| \| Schiedsrichter: Carlos Robles ( Chile) \|                                                                         | Peñarol Montevideo |
| Estudiantes de La Plata                                            | Néstor Errea – Rubén Pagnanini, Hugo Spadaro, Néstor Togneri, Carlos Pachamé, Jorge Solari, Carlos Bilardo, Juan Miguel Echecopar, Marcos Conigliaro, Eduardo Flores (Christian Rudzki), Juan Ramón Verón Cheftrainer: Osvaldo Zubeldía | Ariel Pintos – Ricardo Soria (Mario González), Elías Ricardo Figueroa, Jorge Peralta, Alberto Martínez, Néstor Gonçalves, Milton Viera, Alfredo Lamas (Waldemar Cáceres), Nilo Acuña, Ermindo Onega, Luis Lamberck Cheftrainer: Osvaldo Brandão | Peñarol Montevideo |
| Estudiantes de La Plata                                            | 1:0 Néstor Togneri (87.) | | Peñarol Montevideo |
| 21. Mai 1970 in La Plata, Argentinien (Estadio Jorge Luis Hirschi) | | |                    |
| Ergebnis: 1:0 (0:0)                                                | | |                    |
| Zuschauer: 40.000                                                  | | |                    |
| Schiedsrichter: Carlos Robles ( Chile)                             | | |                    |

### Rückspiel
| Peñarol Montevideo                                       | Peñarol Montevideo | Estudiantes de La Plata | Estudiantes de La Plata |
| -------------------------------------------------------- | --- | --- | ----------------------- |
| Peñarol Montevideo                                       | \| 27. Mai 1970 in Montevideo, Uruguay (Estadio Centenario) \| \| Ergebnis: 0:0 \| \| Zuschauer: 60.000 \| \| Schiedsrichter: José Dimas Larrosa ( Paraguay) \|                                                             | \| 27. Mai 1970 in Montevideo, Uruguay (Estadio Centenario) \| \| Ergebnis: 0:0 \| \| Zuschauer: 60.000 \| \| Schiedsrichter: José Dimas Larrosa ( Paraguay) \|                                                                                            | Estudiantes de La Plata |
| Peñarol Montevideo                                       | Ariel Pintos – Ricardo Soria (Luis Speranza), Elías Ricardo Figueroa, Jorge Peralta, Alberto Martínez, Milton Viera, Néstor Gonçalves, Alfredo Lamas, Ermindo Onega, Luis Lamberck, Nilo Acuña Cheftrainer: Osvaldo Brandão | Néstor Errea – Rubén Pagnanini, Hugo Spadaro, Néstor Togneri, José Hugo Medina, Carlos Bilardo, Carlos Pachamé, Jorge Solari, Marcos Conigliaro (Camilo Aguilar), Juan Miguel Echecopar (Christian Rudzki), Juan Ramón Verón Cheftrainer: Osvaldo Zubeldía | Estudiantes de La Plata |
| 27. Mai 1970 in Montevideo, Uruguay (Estadio Centenario) | | |                         |
| Ergebnis: 0:0                                            | | |                         |
| Zuschauer: 60.000                                        | | |                         |
| Schiedsrichter: José Dimas Larrosa ( Paraguay)           | | |                         |